# Хименес, Тони
Антонио Хименес Систакс (англ. Antonio Jiménez Sistachs; родился 12 октября 1970 года), более известный как Тони Хименес, или Тони — испанский футболист, вратарь. В общей сложности, в Ла-Лиге провел девять сезонов, сыграл 376 игр. Игрок основной, молодежной и олимпийской сборной Испании. Олимпийский чемпион 1992 года.

## Биография
Тони родился в городе Ла-Гаррига, Барселона. Поиграв в небольших клубах, он попал в знаменитую «Барселону», а точнее, её третью команду «Барселону C». Сыграв пять матчей, Антонио попал в основную команду, но так и не сыграл за неё. В 1990-м году Хименес отправился в аренду в клуб «Фигераc», где был сначала резервным, а затем основным вратарем.
В 1992 году Хименес переехал в «Райо Вальекано», после прекращения его предыдущего контракта с «Барселоной». В клубе он был сменой нигерийского голкипера Уилфреда Агбонавбаре, и ему удалось дебютировать, ввиду травмы Уилфреда, но выиграть конкуренцию в течение единственного сезона Тони в клубе, не удалось.